# Samtgemeinde Bardowick
Samtgemeinde Bardowick – gmina zbiorowa położona w niemieckim kraju związkowym Dolna Saksonia, w powiecie Lüneburg. Siedziba władz gminy zbiorowej znajduje się w miejscowości Bardowick.

## Położenie geograficzne
Samtgemeinde Bardowick jest położona w północno-zachodniej części powiatu Lüneburg. Graniczy od zachodu i północy z powiatem Harburg. Na południu sąsiaduje z miastem Lüneburg i z gminą zbiorową Samtgemeinde Gellersen i na wschodzie z gminą zbiorową Samtgemeinde Scharnebeck i gminą Adendorf.
Przez gminę płynie z południa na północ Ilmenau oraz w północnej części gminy jej prawy dopływ Neetze.

## Podział administracyjny
Do Samtgemeinde Bardowick należy siedem gmin, w tym jedno miasto (Flecken):
1. Bardowick
2. Barum
3. Handorf
4. Mechtersen
5. Radbruch
6. Vögelsen
7. Wittorf

## Współpraca
- Drechterland, Holandia od 1970
- Skoki, Polska od 1995